# Iván Fassione
Iván Fassione (Isidro Casanova, Buenos Aires, Argentina, 27 de diciembre de 1983) es un futbolista argentino. Juega de defensor en Almirante Brown.

## Clubes
| Club                               | País      | Año             | PJ | Goles |
| ---------------------------------- | --------- | --------------- | -- | ----- |
| Gimnasia de Concepción del Uruguay | Argentina | 2010 - 2011     | 47 | 2     |
| Deportivo Laferrere                | Argentina | 2011 - 2012     | 18 | 0     |
| Boca de Río Gallegos               | Argentina | 2012 - 2013     | 10 | 0     |
| Sportivo Italiano                  | Argentina | 2014            | 1  | 0     |
| Almirante Brown                    | Argentina | 2015 - presente | 33 | 0     |